# PKP-Baureihe ED73
Die Baureihe ED73 war ein vierteiliger elektrischer Triebzug der Polnischen Staatsbahnen (PKP). Er war zusammen mit dem ED72 als Weiterentwicklung der PKP-Baureihe EN57 und PKP-Baureihe EN71 beschafft worden und sollte mehr Komfort bieten.
1997 wurde vom Hersteller Pafawag ein Triebwagen gebaut, der die Betriebsnummer ED73-001 erhielt. Dies war der letzte von Pafawag hergestellte Triebzug, er war bis 2019 im Einsatz und wurde dann verschrottet.

## Geschichte
Das Fahrzeug entstand während der Produktion der ED72. Die während der Produktion erfolgten zahlreichen Verbesserungen machten eine neue Baureihe erforderlich. Es blieb bei diesem einen Fahrzeug, welches im Dezember 1997 dem Instytut Kolejnictwa, einer Forschungsstelle für den Schienenverkehr, zugeteilt wurde, wo es bis 2005 blieb. 2007 wurde der Triebzug auf Grund von fehlenden Ersatzteilen abgestellt.
Ein Weiterbetrieb war problematisch, weil der Wagen wegen einer anderen Getriebeübersetzung nicht mit anderen Fahrzeugen zusammen verkehren konnte. Trotz Einspruch der Denkmalpflege wurde 2019 die Einheit verschrottet.

## Technische Beschreibung
Der Triebzug bestanden aus zwei mittleren Motorwagen, die als sa und sb bezeichnet wurden, sowie zwei Steuerwagen mit den Bezeichnungen ra und rb. Im Wagen ra war die 1. Klasse, ein Behindertenabteil und eine Behindertentoilette. Alle Wagen hatten zwei Paar nach außen zu öffnende Pendelschiebetüren, unter denen sich Stufen zur Überbrückung der Bahnsteighöhe befanden. Alle Wagen besaßen zwei zweiachsige Drehgestelle. Die Räder waren Monobloc-Räder und mit Scheibenbremsen ausgestattet. Die Drehgestelle besaßen Luftfederung. Im Innenbereich waren pneumatisch zu öffnende Türen eingebaut.
Technisch entsprach der Zug der Baureihe ED72, war jedoch zusätzlich mit einem Gleitschutz ausgestattet. Äußerlich unterschieden sich beide Baureihen durch die Lackierung.